# Chiesa di San Giuseppe (Tusa)
La chiesa di San Giuseppe è una chiesa di Tusa.

## Storia
Edificata intorno al 1600 con il contributo della famiglia Li Volsi, si trova nella parte alta del paese. La chiesa è a navata unica coperta con volta a botte lunettata, stuccata e con pavimenti in cotto.
La statua di san Giuseppe sull'altare maggiore e quelle sugli altari laterali sono opere degli scultori Li Volsi. Nel 1893 fu fondata l'omonima confraternita. All'interno della chiesa si trova la sepoltura di Simeone Li Volsi.
Danneggiata nel terremoto del 1968 fu restaurata nel 1976 e nel 1986.